# 查理广场站
查理广场站是一座布拉格地铁B线的地铁站。此站站名背景是附近的查理广场。